# Karanganyar (Panguragan)
Karanganyar is een bestuurslaag in het regentschap Cirebon van de provincie West-Java, Indonesië. Karanganyar telt 3672 inwoners (volkstelling 2010).